# Меркандетти, Томазо

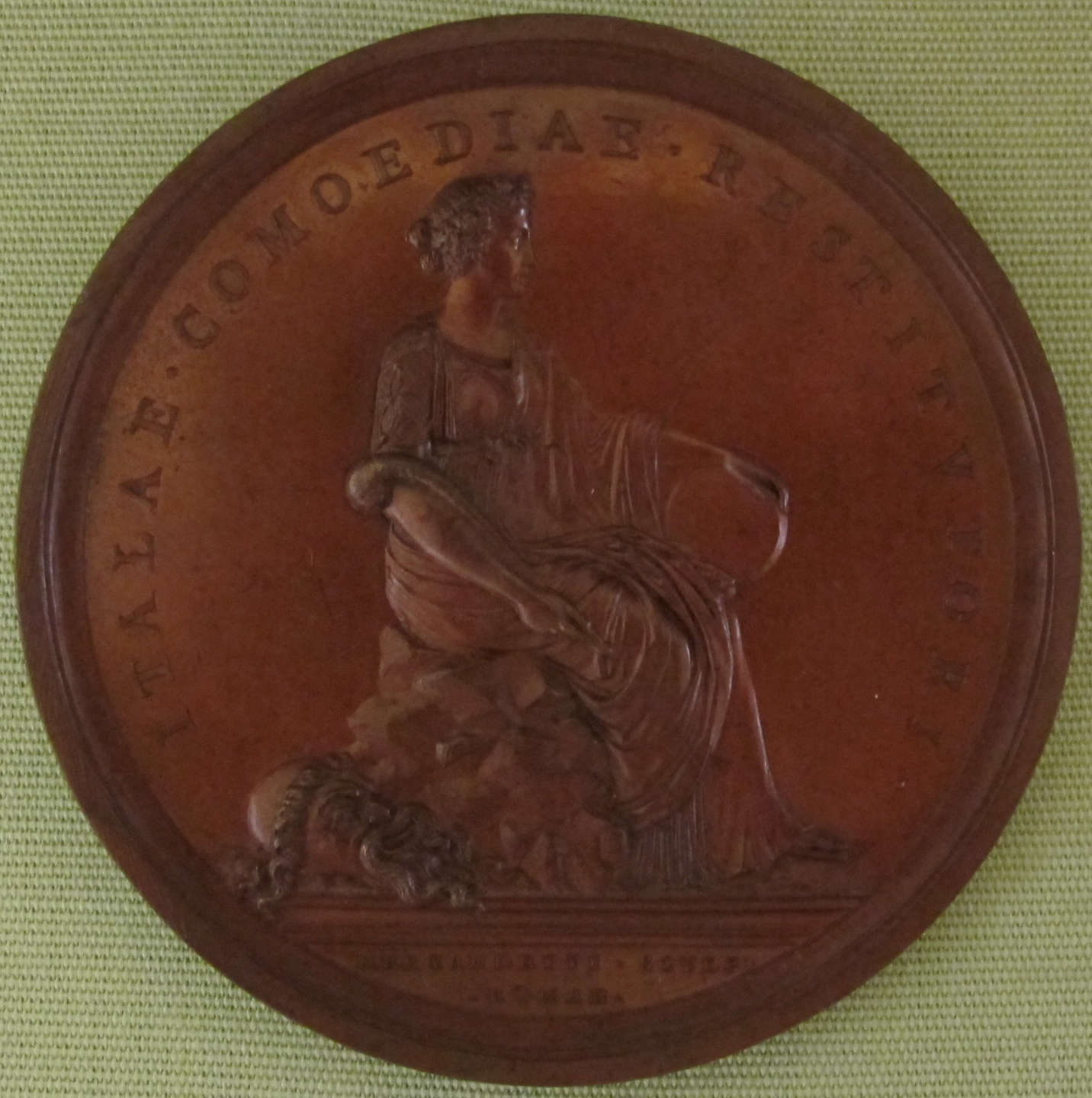
Медаль в честь Карло Гольдони

Томазо Меркандетти (итал. Tommaso Mercandetti, 2 декабря 1758, Рим — 11 мая 1821, Рим) — итальянский медальер, резчик монетных штемпелей и гемм.

## Биография
После учёбы в 1768—1773 годах у резчика гемм Джироламо Росси стал работать гравировщиком монет. В 1796 году занял пост первого гравёра Папского монетного двора в Риме. Создал штемпеля для различных монет пап Пия VI (1775—1799) и Пия VII (1800—1823), а также Римской республики (1798—1799).
Создал многочисленные медали — портретные и посвящённые различным историческим событиям, в том числе: в честь короля Фердинанда I (1771), годовщины провозглашения Римской республики (1799), либреттиста и драматурга Метастазио (1806), композитора Перголези (1806), драматурга Гольдони (1808), Наполеона I (1811), медаль на рождение Наполеона II (1811), на возвращение папы Пия VII в Рим (1819), медаль для промышленной выставки в Риме (1810).
Свои работы подписывал как полным именем («THOMAS MERCANDETTI FECIT»), так и сокращениями: «T.M.», «T.M.F» и др.